# ChromeS20 Series
Chrome S20系列，是VIA接手S3 Graphics後第四代顯示卡產品，由日本富士通代工生產，采用90奈米制程。整个系列均只支援DirectX 9.0b，但不支援DirectX 9.0c。
當S27使用MultiChrome模式時，效能約等於GeForce 6600 DDR2 SLi.

## 型號列表
- S27—8條像素流水線，4個頂點著色引擎，內建128Bit記憶體控制器，支援GDDR1、2及3，支援Direct X9.0b，MultiChrome技術。核心時脈是700MHz，顯示記憶體（GDDR3）時脈是1.2 GHz。
- S25—核心晶片和S27相同。但核心時脈降至500MHz，可以配合DDR或GDDR2記憶體，支援AcceleRAM LowFB技術。
- S23—核心時脈是500MHz，只內建64Bit記憶體控制器，Die size比S27和S25小，可支援AcceleRAM LowFB技術。

## AcceleRAM LowFB技術
與nVidia的TurboCache技術及AMD的HyperMemory技術相似。顯示核心可以透過PCI-E接口借用系統主記憶體，作為視訊記憶體。這屬於動態借用，當執行2D程式，或者不再需要那麼多視訊記憶體時，顯示卡會釋放已借用的系統主記憶體。

## MultiChrome技術
與nVidia的SLi技術及ATi的CrossFire技術類似。只被S27顯示核心支援，插入兩張S27繪圖卡即可運作。最多支援4顆核心並行運算。
S27支持两种MultiChrome模式：
- Alternate Frame Rendering（AFR）交替框架渲染

这模式把Frame以單雙數分給不同的GPU處理，例如VGA 1負責（1,3,5,7,9），而VGA 2負責（2,4,6,8,10），這個方法效能最佳。可以支援DirectX 9和OpenGL 1.5。
- Split Frame Rendering（SFR）分割框架渲染。

这模式將畫面分為上下半部，並各自由一顆GPU運算，然後再組合成同一個畫面。

## Chromotion 3.0 Video Engine
Chromotion 3.0是S3 Graphics的提高影片播放畫質技術。它能優化影片播放畫質，加強HDTV播放畫質，支援WMV9及MPEG2硬體加速，降低CPU使用率。還支援Deblocking Filter、Non-Linear Adjustments、Artistic License及Chromotion 3.0 LCD Overdrive，提高影片播放畫質。

## 動態時脈控制
GPU可以根據工作負載量，自動將核心和顯示記憶體時脈動態調整。有三個模式，分為3D Highest Frequency、2D Medium Frequency以及Power Save Lowest Frequency。此外，核心亦支援動態電壓控制。核心可根據負載量，由1V至1.3V自動調整，以達至最佳節能省電能效果。

## 動態PCI-E頻寬調整技術
運作模式如下
- 3D模式：PCI-E 16x
- 2D模式：PCI-E 8x
- 閒置模式：PCI-E 1x

這些措施都有有助節省電能和減低熱量。

## 另見
- 威盛處理器列表